# Główny Komitet Kultury Fizycznej
Główny Komitet Kultury Fizycznej (GKKF) – centralny organ administracji PRL w zakresie kultury fizycznej, sportu i turystyki utworzony w 1950.
W 1960 został przemianowany w Główny Komitet Kultury Fizycznej i Turystyki (GKKFiT), który w 1978 podzielono na Główny Komitet Kultury Fizycznej i Sportu (GKKFiS) i Główny Komitet Turystyki. W 1985 obie struktury połączono w Główny Komitet Kultury Fizycznej i Turystyki.
Swoją siedzibę miał w Warszawie i nadzorowany był przez prezesa Rady Ministrów.